# Prințesa Vilhelmine Marie a Danemarcei
Prințesa Vilhelmine Marie a Danemarcei și Norvegiei (germană Wilhelmine Marie; 18 ianuarie 1808 – 30 mai 1891) a fost fiica cea mică a regelui Frederic al VI-lea al Danemarcei și a soției acestuia, Marie Sophie de Hesse-Kassel. 

## Primii ani
Prințesa Vilhelmine s-a născut la Kiel, Ducatul de Schleswig la 18 ianuarie 1808. Părinții ei au fost Prințul Moștenitor Frederic (viitorul rege Frederic al VI-lea) și soția sa, Maria Sofia de Hesse. Pentru că bunicul patern, regele Christian al VII-lea era instabil mental, tatăl ei a fost regent din 1784. La două luni după nașterea ei, bunicul-rege a murit de anevrism cerebral iar tatăl ei i-a succedat ca rege al Danemarcei și Norvegiei. A avut o soră mai mare, Caroline.

## Prima căsătorie

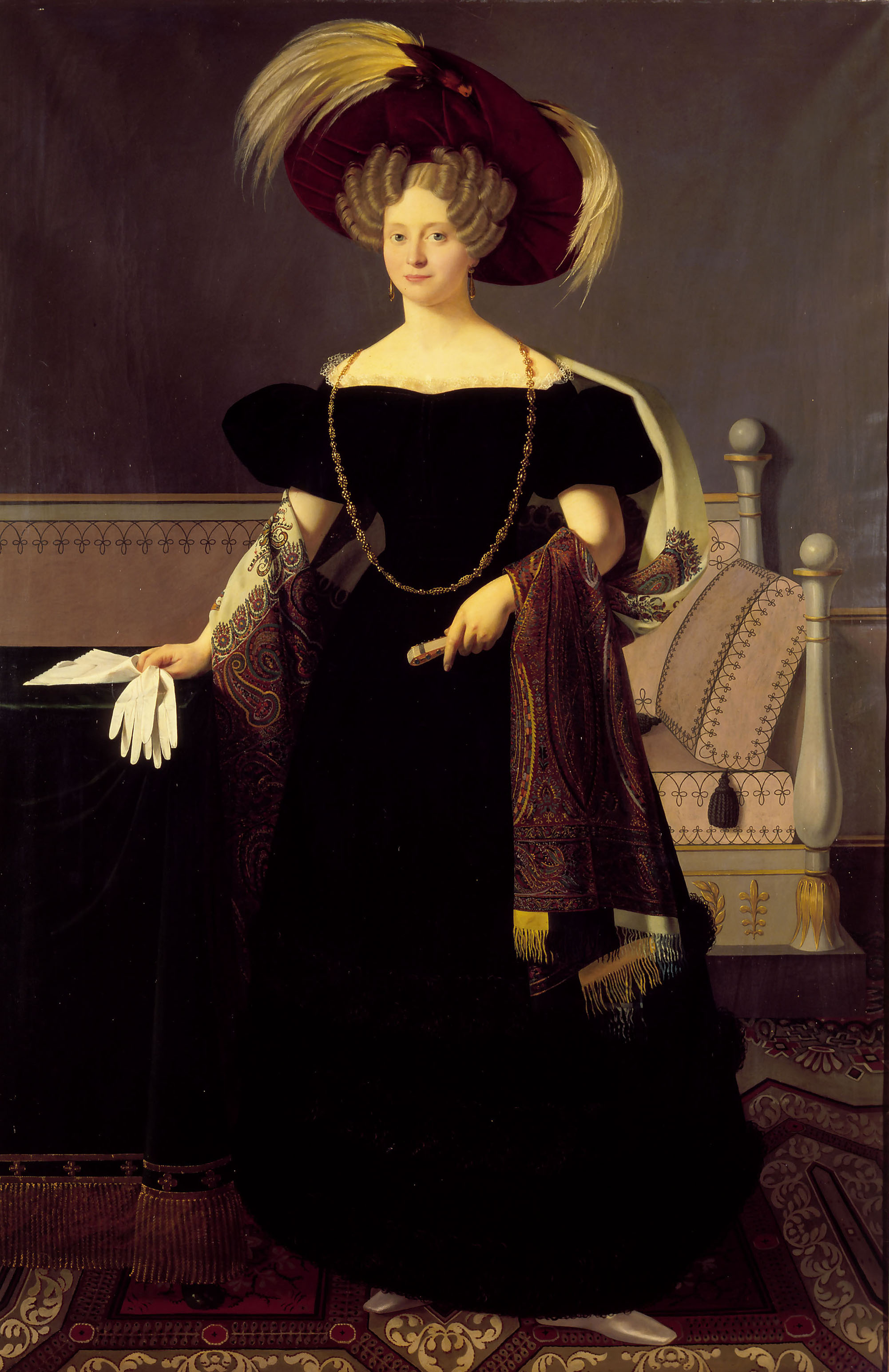
Vilhelmine Marie

Din moment ce tatăl ei nu a avut fii care au supraviețuit, Vilhelmine Marie a fost o mireasă foarte dorită. Printre pretendenți era și viitorul Oscar I al Suediei al pe atunci nou-înființate dinastii Bernadotte. La 1 noiembrie 1828, la Copenhaga, ea s-a căsătorit cu Prințul Frederic al Danemarcei, viitorul rege Frederic al VII-lea al Danemarcei. Logodna a fost anunțată oficial în 1826. Soțul ei era descendent masculin pe linie directă a regelui Frederic al V-lea și a celei de-a doua soții, Juliana Maria de Brunswick-Wolfenbüttel. Căsătoria a unit cele două linii ale Casei Regale și a fost foarte populară.
Mariajul s-a dovedit a fi nefericit, din cauza stilului de viață desfrânat a lui Frederic cu infidelități și consum exagerat de alcool. S-a spus că Vilhelmine, deși bună la suflet și blândă, era lipsită de caracter și nu a reușit să câștige nici o influență asupra lui Frederic. Mariajul nefericit a fost, de asemenea, un motiv de îngrijorare pentru părinți. Cuplul s-a separat în 1834 și a divorțat în 1837.

## A doua căsătorie
La Palatul Amalienborg la 19 mai 1838 ea s-a căsătorit cu Karl, Duce de Schleswig-Holstein-Sonderburg-Glücksburg, fratele cel mare al viitorului rege Christian al IX-lea al Danemarcei. S-a spus că al doilea mariaj a fost foarte fericit. Ambele căsnicii au rămas fără copii.
În timpul Primului Război Germano-Danez, soțul ei s-a situat împotriva Danemarcei. Din această cauză relația Vilhelmine cu familia regală daneză s-a rupt pentru o vreme. În timpul războiului ea a locuit la Dresda. În 1852, după ce s-a împăcat cu familia regală s-a întors în Danemarca împreună cu soțul ei și au locuit la Castelul Louisenlund. Poziția ei de fiică a iubitului rege a ajutat-o să rămână populară printre danezi. Soțul ei nu a reușit niciodată. 
Karl a murit în 1878. Vilhelmine și-a petrecut ultimii ani izolată și a avut dificultăți de comunicare în viața socială după ce și-a pierdut auzul. A petrecut mult timp în acțiuni de caritate și a devenit populară în Glücksburg din cauza asta.